# Cochlospermum regium
Супханіка королівська, жовте бавовняне дерево (Cochlospermum regium) — дерево з роду супханіка (Cochlospermum).

## Назва
Англійська назва англ. Yellow Cotton Tree перегукується з іншими бавовняними деревами (Bombax ceiba, Hibiscus tilliaceus) з якими супханіка не має біологічної спорідненості. Іншими мовами називається порт. Algodao do cerrado; тай. สุพรรณิการ์.

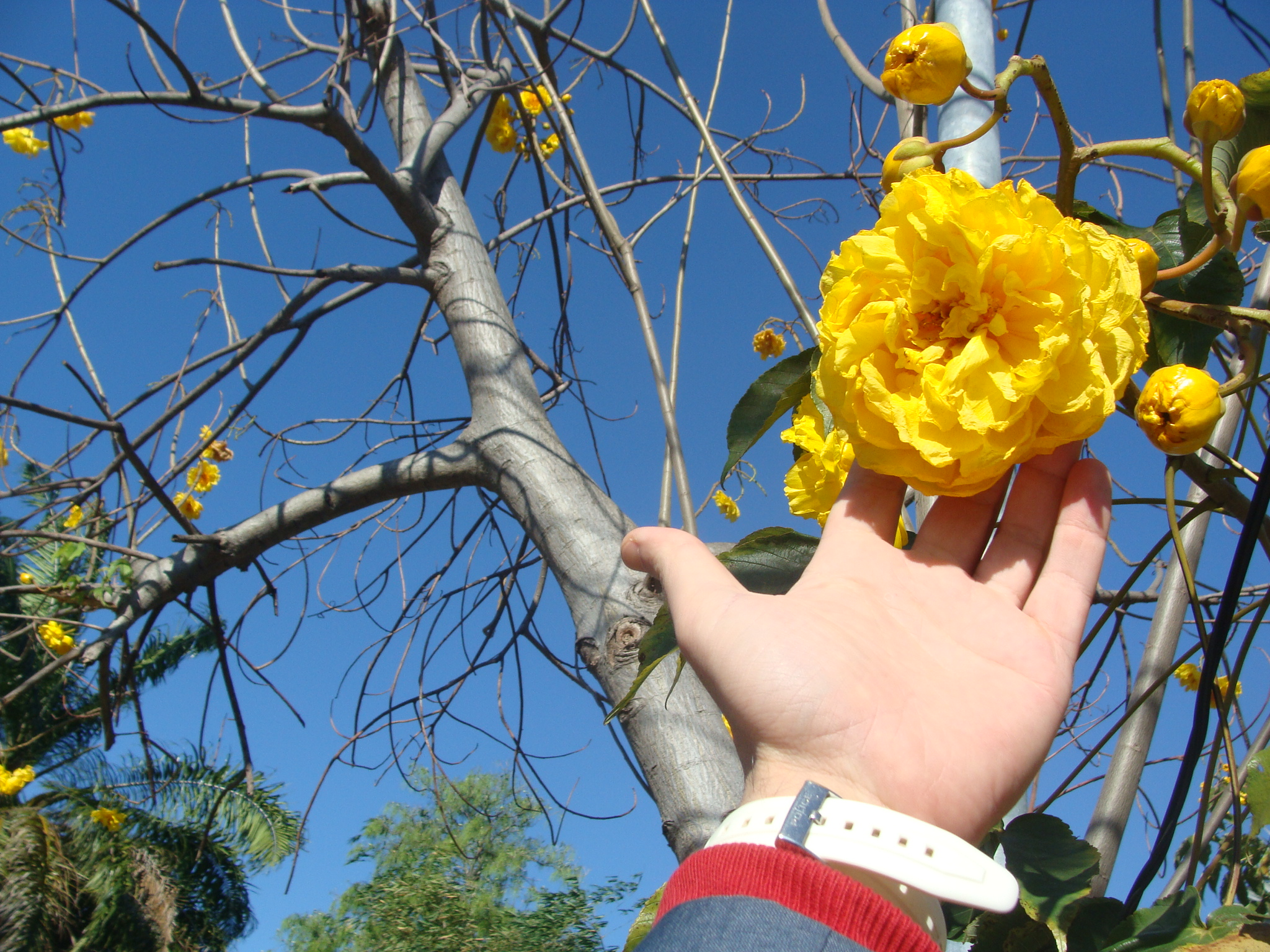
Квітка супханіки королівської

## Будова
Невелике листопадне дерево з міцним стволом. Гілки ростуть не густо. Листя пальчасте. Квітки жовті, великі, з'являються після того, як опадає листя. Дерево стає дуже помітним у цей період. Плоди — червонясті капули з насінням, загорнутим у шовковисту вату.

## Поширення та середовище існування
Росте у сухих місцях. Батьківщиною рослини є Південна Америка.

## Практичне використання
Широко розповсюджена декоративна рослина у країнах Азії (Індія, Таїланд).

У Бразилії 80% насаджень супханіки королівської використовують для виготовлення медикаментів. Виготовляють екстракт Cochlospermum regium.

## Супханіка в культурі
Квітка-символ провінцій Таїланду:  Накхон Найок, Сара Найок, Бурі Рам, Суфан Бурі та Утхай Тані.